# Дрил
 Тази статия е за вида животни.  За селото в Нидерландия вижте Дрил (Нидерландия).  
Дрилите (Mandrillus leucophaeus) са вид средноголеми бозайници от семейство Коткоподобни маймуни (Cercopithecidae).

## Разпространение
Разпространени са в ограничена област от двете страни на границата между Нигерия и Камерун, както и на остров Биоко в Екваториална Гвинея. Живеят в екваториалните гори.

## Описание
Достигат дължина на тялото 70 cm и маса 50 kg, като женските са значително по-дребни.

## Хранене
Хранят се главно с плодове, по-рядко с треви, корени, яйца, насекоми и дребни бозайници.